# José Ordóñez
José Ordóñez (España, 1789–San Luis (Argentina), 1819) fue un militar español, de destacada actuación en el bando realista en Chile.

## Inicios de su carrera
Luchó en España contra la invasión de Napoleón Bonaparte y fue compañero de armas de José de San Martín, junto al cual combatió en la batalla de Bailén.
Fue enviado al Reino de Chile en 1815 para ejercer como gobernador intendente de Concepción, bajo el mando superior del capitán general Casimiro Marcó del Pont. Así, siendo designado por el Rey Fernando VII de España asumió el cargo entre 1816 y 1817. En 1817 fue sustituido por el exalcalde Manuel de Zañartu y Santa María, quien fue designado por el coronel Juan Gregorio de Las Heras después de ocupar la ciudad tras la Batalla de Chacabuco. Sin embargo, al año siguiente Ordóñez volvió a asumir brevemente el cargo, siendo reemplazado el mismo año por Pedro Cabañas.

## Desde Chacabuco hasta Maipú
Después de la derrota española de Chacabuco, en que no participó, se replegó hacia la capital de su intendencia. Al conocer la proximidad de las fuerzas de Las Heras, pretendió atacarlo por sorpresa en el combate de Curapalihue, pero fue derrotado. Tuvo que abandonar la ciudad y encerrarse en las fortalezas del cercano puerto de Talcahuano. Atacó nuevamente a Las Heras, siendo derrotado por segunda vez en la batalla del Cerro Gavilán.
Las Heras y Bernardo O'Higgins sitiaron la ciudad, pero el apoyo marítimo con que contaba Ordóñez mantenía la resistencia. En diciembre, O'Higgins ordenó el ataque general sobre la plaza, pero fue derrotado en una batalla terriblemente sangrienta. Al llegar nuevos refuerzos al ejército realista, al mando de Mariano Osorio, las tropas patriotas debieron retirarse hacia Santiago. Ordóñez quedó como segundo de Osorio y fue ascendido a general.
Persiguió a los patriotas hasta San Fernando y Talca, donde éstos quedaron bajo el mando de San Martín en su campamento de Cancha Rayada. Al saber que San Martín estaba por iniciar una maniobra nocturna, convenció a Osorio de atacarlo durante la maniobra. El resultado fue la sorpresa de Cancha Rayada, una valiosa victoria realista. San Martín perdió las caballadas, la artillería y las municiones, y tuvo cientos de bajas.
Pero la victoria no había sido decisiva, por lo que siguieron avanzando con cautela. Al saber que San Martín lo esperaba a orillas del río Maipo, Osorio quiso asegurarse primero Valparaíso, pero Ordóñez volvió a convencerlo de atacar. Esta vez, causó la derrota en la batalla de Maipú, donde la habilidad de San Martín superó a la muy escasa de Osorio. Las tropas de Ordóñez se refugiaron en la Hacienda Lo Espejo, donde lo atacaron al atardecer Las Heras y Marcos Balcarce, tomándolo prisionero con todos sus hombres.

## Prisión y muerte
Junto con el resto de los oficiales prisioneros, Ordóñez fue enviado preso a San Luis. Era una pequeña ciudad rodeada de sierras desérticas y de llanos sin agua infestados de indígenas, por lo que fue considerada una cárcel ideal. Allí fueron bien tratados por el gobernador Vicente Dupuy, que les permitió caballerescamente ciertas libertades.
La llegada de Bernardo de Monteagudo cambió las cosas, ya que convenció a Dupuy de encerrarlos con mucha más dureza, lo que incitó a los realistas a rebelarse.
Un día de enero de 1819 y según los cronistas independentistas, dirigidos por un capitán los jefes realistas asaltaron la casa del gobernador Dupuy e intentaron asesinarlo. Atacaron también la cárcel y liberaron algunos prisioneros. Pero la revuelta fue sofocada por unos pocos oficiales, entre ellos el teniente Juan Pascual Pringles y el comandante riojano Facundo Quiroga. Veintisiete realistas prisioneros fueron muertos en este episodio, conocido como la matanza de San Luis, la mayor parte ejecutados después de rendidos.

## Antecedentes familiares
Es muy poco lo que se conoce en torno a la vida familiar de Ordóñez. Se sabe que contrajo matrimonio, probablemente en España, con Josefa Pujol de Ordóñez, la que pudo haberlo acompañado en sus viajes por Talcahuano y Concepción. En 1818 la mujer escribió numerosos oficios al exvirrey del Perú, José Fernando de Abascal y Sousa, solicitándole la trágica situación de su marido, así como las injusticias a las cuales fue sometido por Pezuela y Osorio durante el sitio de Talcahuano.
| Predecesor: Rafael Maroto | General en Jefe del Ejército español de Chile 1817-1818 | Sucesor: Mariano Osorio |